# Gótama
En el marco del hinduismo, Gótama Rishi fue uno de los sapta rishis («siete sabios») creadores de los mantras de los textos sánscritos Vedas.
- गोतम ऋषि, en escritura devánagari.
- gótama ṛṣi, en el sistema AITS (alfabeto internacional de transliteración sánscrita).
- Pronunciación: gótama rishi.[2]
- Etimología: «el mejor buey» (siendo go: «vaca, buey», y tama: «el mejor»).

Es uno de los maharshis de los tiempos védicos (fines del segundo milenio antes de Cristo).
Fue uno de los que compuso mantras.
En sánscrito se le llama mantra drashta (vidente de oraciones).
Los suktas (‘himnos’ en sánscrito) 1.74 a 93 del Rig-veda llevan su nombre.
En el Sama-veda hay un himno llamado «Bhadra» que se le atribuye a Gótama Maharishi.
El Devi-bhagavatam dice que el río sagrado Godavari se llama así debido a que tuvo relación con este Gótama.

## Vida personal
Era hijo de Rájugana (por eso Gótama era conocido también con el patronímico Rājūgaṇa) y por lo tanto pertenecía a la línea del sabio Anguiras.
Tuvo dos hijos: Vāmadeva y Nodhas, que también fueron compositores de mantras. A cada uno de ellos se les conoce con el patronímico Gautamá (hijo de Gótama).
Su esposa era Ajalia, que era manasa putri («hija de la mente») del dios creador Brahmá.
Los Puranas cuentan la historia de cómo Gótama ganó la mano de Ajalia circunvalando una vaca divina para cumplir el requisito de Brahmá de que cualquiera que diera la vuelta a toda la Tierra ganaría la mano de su hija.
Tuvo como hijo a Shatananda, que sería el purojita (sacerdote principal) del rey Yanaka de Mithila.
En el capítulo «Shanti parva» del Majábharata se menciona que Gótama realizó una penitencia de 60 años de duración.
El Naradeia-puraná describe la historia de una sequía de 12 años, durante la cual Gótama alimentó a muchos rishis y los salvó de la muerte.
Gótama fue designado como uno de los saptarshis (siete rishis).
Fue el originador del gotra (‘linaje’) Gautamá-gotra.
Gótama comparte un ancestro, el sabio Anguirasa, con el sabio Bharáduasha, y por eso ambos reciben el sobrenombre Anguirasa.
El cuarto volumen del Rig-veda fue compuesto por la familia Vamádeva Gótama.

## Leyendas
El descenso del dios Shiva como Triambakeshuar ―que constituye la fuente del yiotir-linga cercano, sucedió por el bien de Gótama.
El Brahmanda-purana menciona que este Gótama inició una de las subramas de la rama Ranaiani de recitadores del Sama-veda. Sus discípulos más famosos fueron Prachina Ioguia, Shandilia, Garguia (quien sería autor del pada-patha del Sama-veda) y Bharad Vaya.
Según el Ramayana (texto épico-religioso del siglo III a. C.), una de las madrugadas en que Rishi Gótama fue a tomar un baño en el río Ganges, el rey de los devas, Indra, adoptó la forma de Gótama y apareció ante la esposa de Gótama, Ajalia y tuvo relaciones sexuales con ella. Mientras copulaban, Gótama retornó al áshram y los sorprendió. Gótama convirtió a Ajalia en una estatua de piedra y a Indra lo maldijo para que le surgieran mil vulvas (sajasra-ioni) en todo el cuerpo. Más tarde, Gótama se compadeció de ambos y convirtió las dos maldiciones en bendiciones: las vulvas (ioni) de Indra se convirtieron en ojos, y así Indra fue conocido como Sajasra Aksha («mil ojos»). En cuanto a Ajalia, Gotama le concedió el favor de que ella recuperara su forma humana cuando fuera tocada por los pies del dios Rama, y volviera a reunirse con Gótama.

## Autor del más antiguo «Dharma-sutra»
Gótama fue también el autor de un libro de leyes, conocido como el Gautama-dharma-sutra.
Contiene 1000 aforismos, repartidos en 28 capítulos. Casi todos los aspectos de las observancias del dharma hinduista ―incluyendo las reglas para los cuatro áshramas, los cuarenta sanskaras (sacramentos religiosos), los cuatro varnas, los deberes del rey, los castigos correspondientes a varios delitos, los ritos sraddhá (exequias por los muertos), las reglas para el consumo de alimentos, el dharma de las mujeres, las reglas para praiaschita (expiación por los pecados), y las reglas de la sucesión de las propiedades.
Algunos autores creen que el Gautama-dharma-shastra puede haber sido el primer libro de leyes de la India.

## Muerte de Gótama
Gótama encontró su final comido por raksasas (caníbales) que vivían en el bosque donde él habitaba.
En la literatura de la India es común que los sabios tuvieran muertes violentas: por ejemplo, 
el sabio Yaimini fue aplastado por elefantes,
el sabio Parashara fue comido por lobos en un bosque (sus discípulos pudieron correr, pero él era cojo debido a un ataque de chatrías [«guerreros»]), y
el sabio Viasa fue asesinado en un palacio por los hijos del rey-dios Krisna.